# Gymnopleurus cyaneus
Gymnopleurus cyaneus är en skalbaggsart som beskrevs av Johan Christian Fabricius 1798. Gymnopleurus cyaneus ingår i släktet Gymnopleurus och familjen bladhorningar. Inga underarter finns listade i Catalogue of Life.